# Častolovice
Častolovice (deutsch: Častolowitz; veraltet auch: Tschastolowitz) ist ein Flecken im Bezirk Rychnov nad Kněžnou in der Region Královéhradecký kraj in Tschechien.

## Geographie

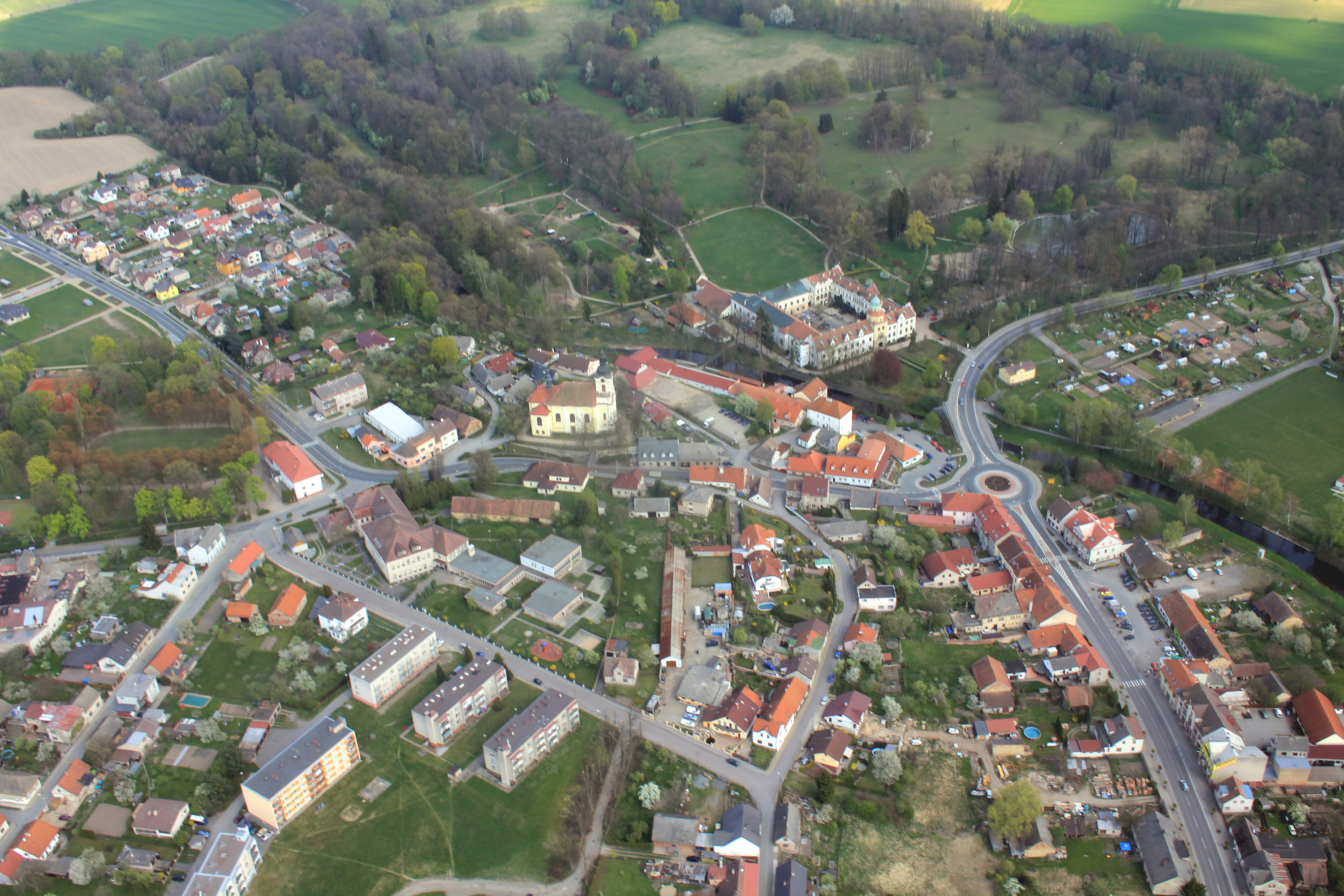
Častolovice

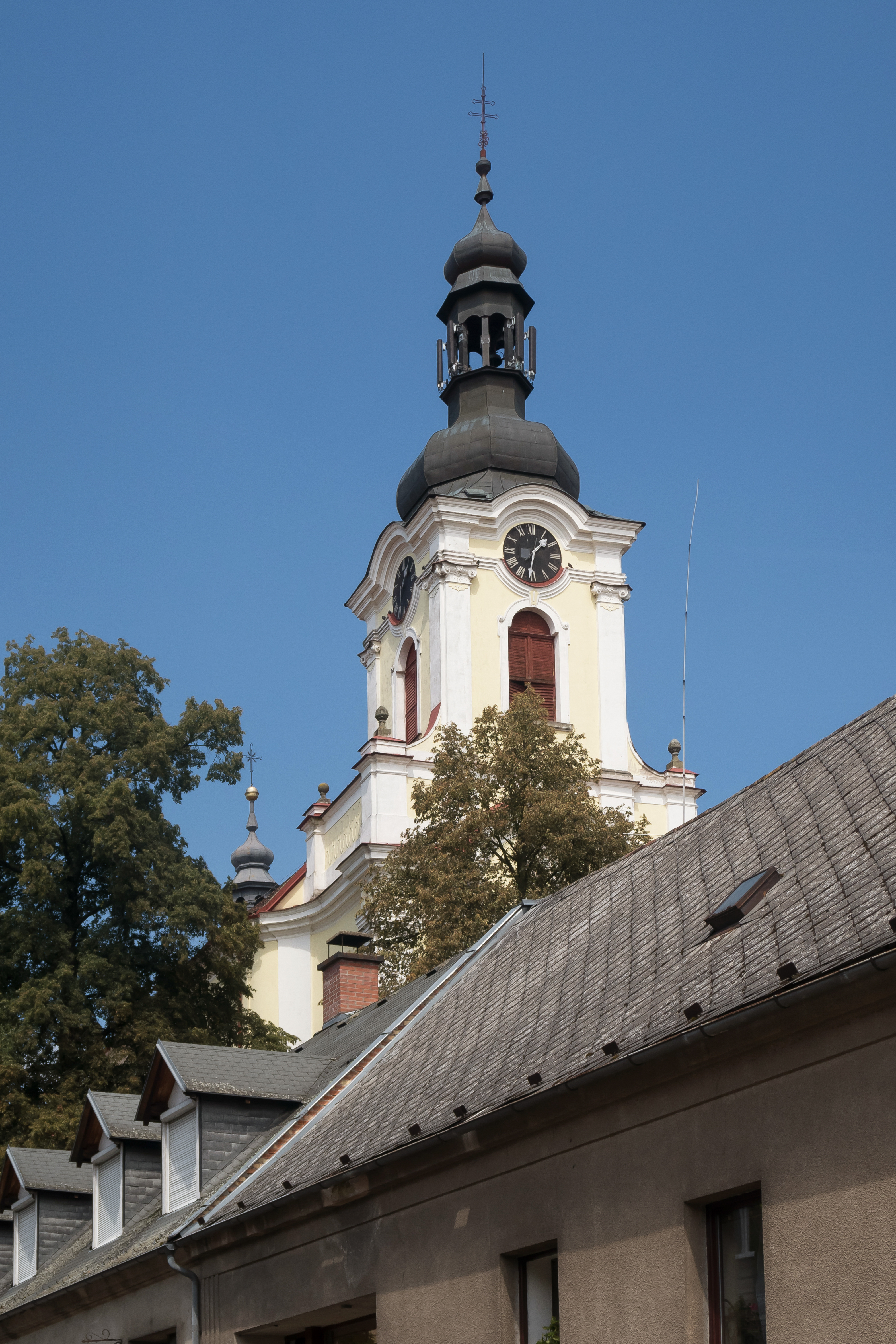
Častolovice, Kirchturm (kostel svatèho Vita)

Častolovice liegt südwestlich von Rychnov nad Kněžnou, etwa 30 Kilometer östlich von Hradec Králové (Königgrätz) am Zusammenfluss von Kněžná, Štědrý potok, Bělá und Wilder Adler. Der Ort erstreckt sich sowohl entlang der Flussläufe als auch an den Hängen der Mittelgebirgslandschaft, die das Elbtal von der Landschaft Orlicko trennt. Am südlichen Stadtrand wird am Běláwehr der Alba-Kanal abgeleitet.

## Geschichte
Die Anfänge der Ortschaft reichen vermutlich in das 13. Jahrhundert zurück, als das umliegende Gebiet des Adlervorgebirges besiedelt wurde. Es wird vermutet, dass Častolowitz von einem Častolov aus dem Geschlecht der Ronowitzer gegründet wurde. Die erstmalige Nennung von Častolowitz ist für 1342 urkundlich belegt, als es im Besitz des Landrichters Puta d. Ä. von Častolowitz war und König Johann von Luxemburg das Dorf zum Städtchen erhob.
Nach dem Tod von Puta d. J. von Častolowitz 1434 erbte dessen Witwe Anna, geborene von Kolditz, seine Besitzungen. Sie verkaufte ihre ostböhmischen Besitzungen 1440 an ihren zukünftigen Ehemann Hynek Kruschina von Lichtenburg. Er räumte der Mutter des verstorbenen Puta von Častolowitz, Anna von Auschwitz, eine lebenslange Nutzung von Častolowitz ein. Wenige Wochen nach Hynek Kruschinas Tod 1454 verkaufte dessen Sohn Wilhelm Kruschina Častolowitz und weitere ostböhmische Besitzungen an Georg von Podiebrad, von dem es auf seinen Sohn Heinrich d. Ä. von Münsterberg überging, der es vermutlich um 1495 an Wilhelm II. von Pernstein verkaufte.
Mit dem Erwerb des Städtchens 1577 durch die Brüder Johann, Wilhelm und Georg von Oppersdorff setzte ein wirtschaftlicher Aufschwung ein. Friedrich d. Ä. von Oppersdorff baute die ehemalige Wasserburg zu einem Renaissanceschloss um, das sich zu einem kulturellen Mittelpunkt entwickelte. Ab 1684 war Častolowitz im Besitz des Grafen Thomas Czernin von Chudenitz, von dem es 1694 der böhmische Oberstburggraf Adolph Wratislaw von Sternberg erwarb. Im Erbgang ging Častolowitz an die Familie Sternberg-Manderscheid, die die Herrschaft bis zur Ablösung der Patrimonialherrschaft 1848 und das Schloss mit den dazugehörigen Besitzungen bis zur Enteignung 1948 besaß.
1890 hatte Častolowitz 1240 Einwohner. Mit dem Eisenbahnanschluss 1893 folgte ein weiterer wirtschaftlicher Aufschwung. Im Jahre 2006 wurde der Ort zum Městys erhoben.

## Sehenswürdigkeiten
- Schloss Častolovice
- Die dem Hl. Veit geweihte Kirche (Kostel sv. Víta) wurde vermutlich im 14. Jahrhundert errichtet. 1771–1775 wurde sie auf Veranlassung von Franz Philip von Sternberg nach Plänen von Franz Kermer im Barockstil neu aufgebaut.
- Minizoo